# Audio Video Interleave
Audio Video Interleave (AVI) és un format d'arxius que actua com contenidor de fluxos de dades d'àudio i de vídeo. El format AVI va ser definit per Microsoft per a la seva tecnologia Vídeo per a Windows el 1992.
El format AVI permet emmagatzemar simultàniament un flux de dades de vídeo i diversos fluxos d'àudio. El format concret d'aquests fluxos no és objecte del format AVI i és interpretat per un programa extern denominat còdec. És a dir, l'àudio i el vídeo continguts en l'AVI poden estar en qualsevol format (mp3/divx, o Ogg/xvid, per exemple). Per això se'l considera un contenidor.

## Funcionament
El format AVI permet emmagatzemar simultàniament un flux de dades de vídeo i diversos fluxos d'àudio. El format concret d'aquests fluxos no és objecte del format AVI i és interpretat per un programa extern denominat còdec. És a dir, l'àudio i el vídeo continguts en l'AVI poden estar en qualsevol format (AC3/DivX, o MP3/Xvid, entre altres). Per això se'l considera un format contenidor.
Perquè tots els fluxos puguin ser reproduïts simultàniament és necessari que s'emmagatzemin de manera intercalada (interleave). D'aquesta manera, cada fragment del fitxer té prou informació com per a reproduir uns pocs fotogrames juntament amb el so corresponent.
Observeu que el format AVI admet diversos fluxos de dades d'àudio, el que en la pràctica significa que pot contenir diverses bandes sonores en diversos idiomes. És el reproductor multimèdia qui decideix quin d'aquests fluxos ha de ser reproduït, segons les preferències de l'usuari.
Els fitxers AVI es divideixen en fragments ben diferenciats denominats chunks. Cada chunk té associat un identificador denominat etiqueta FourCC. El primer fragment es denomina capçalera i el seu paper és descriure meta-informació respecte a l'arxiu, per exemple, les dimensions de la imatge i la velocitat en fotogrames per segon. El segon chunk conté els fluxos entrellaçats d'àudio i vídeo. Opcionalment, pot existir un tercer chunk que actua a manera d'índex per a la resta de chunks.